# Pierre-André Benoit
Pierre-André Benoit o PAB, monograma que usaba como colofón para firmar sus trabajos de editor (Alès, 15 de septiembre de 1921 - 20 de enero de 1993), fue un poeta, pintor, ilustrador, grabador, tipógrafo, impresor, editor y coleccionista francés.

## Biografía
Pierre-André Benoit mismo componía los libros que editaba y desde 1949 usaba el grabado en celuloide, junto con otras técnicas, para realizar sus trabajos.
Donó toda su colección de obras de arte a su ciudad natal, Alès (que la instaló en el museo-biblioteca Pierre-André-Benoit), y sus colecciones literarias a la Biblioteca Nacional de Francia (reserva de libros raros y preciosos) quedando en manos de la BnF depositar al menos una copia de cada libro producido por él. Estas colecciones se organizan en torno al libro ilustrado, principal actividad de Benoit.

## Colección
La colección creada por Benoit incluye pinturas, gouaches, dibujos, grabados, esculturas de Alechinsky, Arp, Braque, Bertini, Camille Bryen, Serge Charchoune, Guitet, Jean Hugo, Miró, Picabia, Picasso, Gérard Schneider, Sima, Steffens, Survage, Raoul Ubac, Vieira da Silva, etc.

### Libros de artista
Cuenta con cerca de 425 libros, con textos e ilustraciones:

#### Libros de textos
- Antonin Artaud
- Édith Boissonnas
- Alain Borne
- André Breton
- Hélène Cadou
- René Char
- Paul Claudel
- René Crevel
- Joseph Delteil
- Paul Éluard
- Frénaud
- Jouhandeau
- Pierre-Albert Jourdan
- Robert Morel
- Jean Paulhan
- Éric Satie
- Seuphor
- Tristan Tzara
- Paul Valéry

#### Libros de ilustraciones
- Alechinsky
- Braque
- Dubuffet
- Marcel Duchamp
- Miró
- Picabia
- Picasso

Los pintores presentados en el museo son los compañeros de PAB, quienes colaboraron habitualmente en las ilustraciones de los libros que compuso y editó, en perfecta complicidad con los autores.
La colección de arte contemporáneo se orienta esencialmente hacia la abstracción desde la década de 1950 hasta la de 1970, pero también se organiza en torno al trabajo definitivo de grandes contemporáneos históricos: Braque, Picasso, Picabia, Miró. Compuesto por pinturas, algunas esculturas, la colección está dominada por las artes gráficas.

## Posteridad
Les Éditions de Rivières continúa el trabajo de edición de arte de Pierre-André Benoît.